# Dosažitelná kategorie
Dosažitelná kategorie je pojem z matematické teorie kategorií. Pokouší se popisovat kategorie z hlediska jejich „velikosti“, kardinálního počtu operací potřebných pro generování jejich objektů.
Teorie vychází z práce Alexandra Grothendiecka dokončené roku 1969, a knihy Gabriela a Ulmera z roku 1971. V roce 1989 teorii dále rozvinul Michael Makkai a Robert Paré, s motivací pocházející z teorie modelů, oboru matematické logiky.
Standardní učebnice Jiřího Adámka a Jiřího Rosického vyšla v roce 1994.
Dosažitelné kategorie mají aplikace také v teorii homotopií. Grothendieck pokračoval v rozvoji teorie pro použití v teorii homotopií ve svém (stále částečně nepublikovaném) rukopise Les dérivateurs z roku 1991.
Některé vlastnosti dosažitelných kategorií závisejí na použité teorii množin, obzvláště na vlastnostech kardinálů a Vopěnkově principu.

## κ-usměrněné kolimity aκ-prezentovatelné objekty
Nechť {\displaystyle \kappa } je nekonečný regulární ordinál, tj. kardinální číslo, které není sumou menšího počtu menších kardinálů; příklady jsou {\displaystyle \aleph _{0}} (aleph-0), první nekonečné kardinální číslo, a {\displaystyle \aleph _{1}}, první nespočetný kardinál). Částečně uspořádaná množina {\displaystyle (I,\leq )} se nazývá {\displaystyle \kappa }-usměrněná, pokud její každá podmnožina {\displaystyle J\subseteq I} kardinality menší než {\displaystyle \kappa } má v {\displaystyle I} horní mez. Konkrétně, běžné usměrněné množiny jsou právě {\displaystyle \aleph _{0}}-usměrněné množiny.
Nyní nechť {\displaystyle C} je kategorie. Přímá limita (také známá jako usměrněná kolimita) nad {\displaystyle \kappa }-usměrněnou množinou {\displaystyle (I,\leq )} se nazývá {\displaystyle \kappa }-usměrněná kolimita. Objekt {\displaystyle X} z {\displaystyle C} se nazývá {\displaystyle \kappa }-prezentovatelný, pokud Hom funktor {\displaystyle \operatorname {Hom} (X,-)} zachovává všechny {\displaystyle \kappa }-usměrněné kolimity v {\displaystyle C}. Je zřejmé, že každý {\displaystyle \kappa }-prezentovatelný objekt je také {\displaystyle \kappa '}-prezentovatelný pro {\displaystyle \kappa \leq \kappa '}, protože každá {\displaystyle \kappa '}-usměrněná kolimita je také {\displaystyle \kappa }-usměrněnou kolimitou. {\displaystyle \aleph _{0}}-prezentovatelný objekt se nazývá konečně prezentovatelný.

### Příklady
- V kategorii Set všech množin odpovídají konečně prezentovatelné objekty konečným množinám. {\displaystyle \kappa }-prezentovatelné objekty jsou množiny kardinality menší než {\displaystyle \kappa }.
- V kategorii grup je objekt konečně prezentovatelný právě tehdy, když je konečně prezentovanou grupou, tj. pokud má prezentaci s konečným počtem generátorů a konečným počtem relací. Pro nespočetné regulární {\displaystyle \kappa } jsou {\displaystyle \kappa }-prezentovatelné objekty právě grupy s kardinalitou menší než {\displaystyle \kappa }.
- V kategorii levých {\displaystyle R}-modulů nad některými (unitárními, asociativními) okruhy {\displaystyle R}, konečně prezentovatelné objekty jsou právě konečně prezentované moduly.

## κ-dosažitelné a lokálně prezentovatelné kategorie
Kategorie {\displaystyle C} se nazývá {\displaystyle \kappa }-dosažitelná právě tehdy, když:
- všechny její kolimity jsou {\displaystyle \kappa }-usměrněné
- {\displaystyle C} obsahuje množinu {\displaystyle P} {\displaystyle \kappa }-prezentovatelných objektů takovou, že každý objekt z {\displaystyle C} je {\displaystyle \kappa }-usměrněnou kolimitou objektů z {\displaystyle P}.

{\displaystyle \aleph _{0}}-dosažitelná kategorie se nazývá konečně dosažitelná.
Kategorie se nazývá dosažitelná, pokud je {\displaystyle \kappa }-dosažitelná pro nějaký nekonečný regulární kardinál {\displaystyle \kappa }.
Když je dosažitelná kategorie také kokompletní, nazývá se lokálně prezentovatelná.
Funktor {\displaystyle F:C\to D} mezi {\displaystyle \kappa }-dosažitelnými kategoriemi se nazývá {\displaystyle \kappa }-dosažitelný, pokud {\displaystyle F} zachovává {\displaystyle \kappa }-usměrněné kolimity.

### Příklady
- Kategorie Set všech množin a funkcí je lokálně konečně prezentovatelná, protože každá množina je přímou limitou svých konečných podmnožin, a konečné množiny jsou konečně prezentovatelné.
- Pro každý okruh {\displaystyle R} je kategorie {\displaystyle R}-Mod (levých) {\displaystyle R}-modulů lokálně konečně prezentovatelná.
- Kategorie simpliciálních množin je konečně dosažitelná.
- Kategorie Mod(T) modelů některých teorií prvního řádu T se spočetným podpisem je {\displaystyle \aleph _{1}} -dosažitelná. {\displaystyle \aleph _{1}} -prezentovatelné objekty jsou modely se spočetným počtem prvků.
- Dalšími příklady lokálně prezentovatelných kategorií jsou finitární algebraické kategorie (tj. kategorie odpovídajícím varietám algeber v univerzální algebře) a Grothendieckovy kategorie.

## Věty
Je možné ukázat, že každá lokálně prezentovatelné kategorie je také úplná. Navíc kategorie je lokálně prezentovatelná právě tehdy, když je ekvivalentní s kategorií modelů limitní skici.
Adjungované funktory mezi lokálně prezentovatelnými kategoriemi mají obzvláště jednoduchou charakterizaci. Funktor {\displaystyle F:C\to D} mezi lokálně prezentovatelnými kategoriemi:
- je zleva adjungovaný právě tehdy, když zachovává malé kolimity,
- je zprava adjungovaný právě tehdy, když zachovává malé limity a je dosažitelný.